# Dīmītrīs Assiōtīs
Dīmītrīs Assiōtīs (in greco: Δημήτρης Ασσιώτης; Nicosia, 31 marzo 1971) è un ex calciatore cipriota, di ruolo centrocampista.

## Carriera

### Club
Ha trascorso tutta la sua carriera in patria, giocando per lo più all'Olimpiakos, oltre a 5 stagioni nell'Anorthosis e apparizioni sporadiche nel Nea Salamina, Ethnikós Áchnas e Aris Limassol, squadra in cui ha chiuso la sua carriera.

### Nazionale
Nel 2006 ha debuttato nel 1991 con la nazionale cipriota, con cui ha totalizzato 6 presenze fino al 2000.

## Statistiche

### Cronologia presenze e reti in nazionale
| Cronologia completa delle presenze e delle reti in nazionale ― Cipro | Cronologia completa delle presenze e delle reti in nazionale ― Cipro | Cronologia completa delle presenze e delle reti in nazionale ― Cipro | Cronologia completa delle presenze e delle reti in nazionale ― Cipro | Cronologia completa delle presenze e delle reti in nazionale ― Cipro | Cronologia completa delle presenze e delle reti in nazionale ― Cipro | Cronologia completa delle presenze e delle reti in nazionale ― Cipro | Cronologia completa delle presenze e delle reti in nazionale ― Cipro |
| Data                                                                 | Città                                                                | In casa                                                              | Risultato                                                            | Ospiti                                                               | Competizione                                                         | Reti                                                                 | Note                                                                 |
| -------------------------------------------------------------------- | -------------------------------------------------------------------- | -------------------------------------------------------------------- | -------------------------------------------------------------------- | -------------------------------------------------------------------- | -------------------------------------------------------------------- | -------------------------------------------------------------------- | -------------------------------------------------------------------- |
| 27-2-1991                                                            | Limassol                                                             | Cipro                                                                | 1 – 1                                                                | Grecia                                                               | Amichevole                                                           | -                                                                    | 57’                                                                  |
| 6-9-1995                                                             | Granada                                                              | Spagna                                                               | 6 – 0                                                                | Cipro                                                                | Qual. Euro 1996                                                      | -                                                                    |                                                                      |
| 20-2-1996                                                            | Limassol                                                             | Cipro                                                                | 1 – 0                                                                | Estonia                                                              | Amichevole                                                           | -                                                                    | 62’                                                                  |
| 12-3-1996                                                            | Larnaca                                                              | Cipro                                                                | 1 – 0                                                                | Lettonia                                                             | Amichevole                                                           | -                                                                    | 57’                                                                  |
| 27-3-1996                                                            | Limassol                                                             | Cipro                                                                | 0 – 2                                                                | Georgia                                                              | Amichevole                                                           | -                                                                    | 70’                                                                  |
| 2-2-2000                                                             | Limassol                                                             | Cipro                                                                | 2 – 1                                                                | Lituania                                                             | Torneo Internazionale di Cipro                                       | -                                                                    | 46’                                                                  |
| Totale                                                               |                                                                      | Presenze                                                             | 6                                                                    |                                                                      | Reti                                                                 | 0                                                                    |                                                                      |

## Palmarès
- Campionato cipriota: 1

Anorthosis: 1996-1997
- Supercoppa di Cipro: 1

Anorthosis: 1995